# Constantin Ivanovitch Pahlen
Pour les articles homonymes, voir Pahlen.

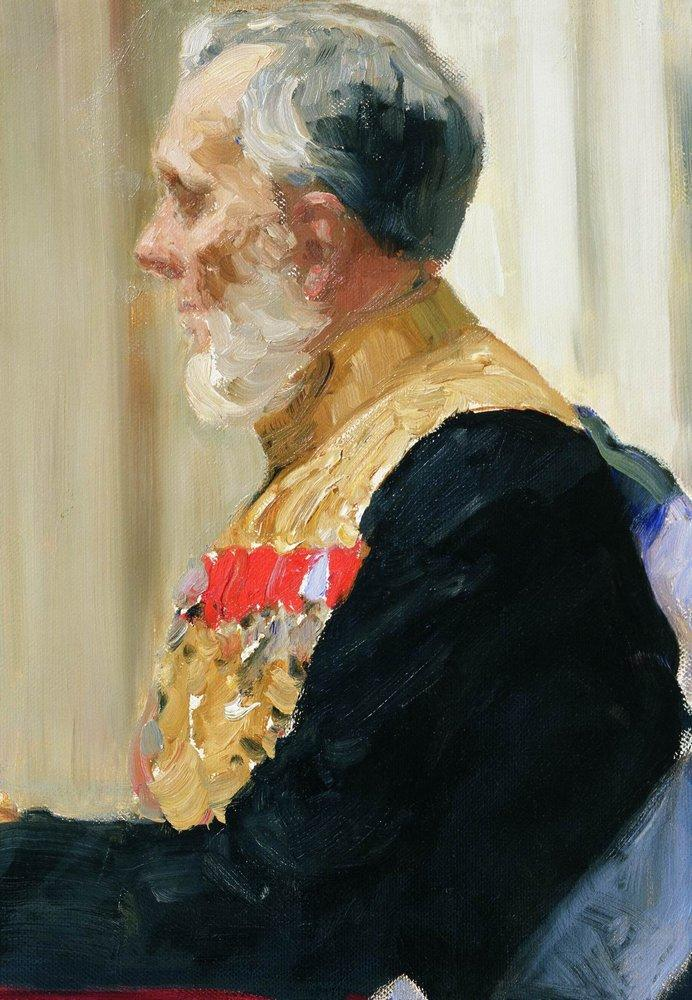
Portrait du secrétaire d'État et membre du Conseil d'État, le comte Konstantin Ivanovitch Pahlen, du peintre Ilia Répine.

Constantin Ivanovitch von der Pahlen, en langue russe : Константин Иванович Пален - Konstantin Ivanovitch Palen, né en 1833 et mort en 1912, est un général et homme politique russe. Il fut ministre de la Justice du 15 octobre 1867 au 30 mai 1878, gouverneur de Pskov (1864), membre du Conseil d'État (1855) et (1878). Auparavant, il fut l'un des héros du siège de Sébastopol lors de la guerre de Crimée.

## Biographie

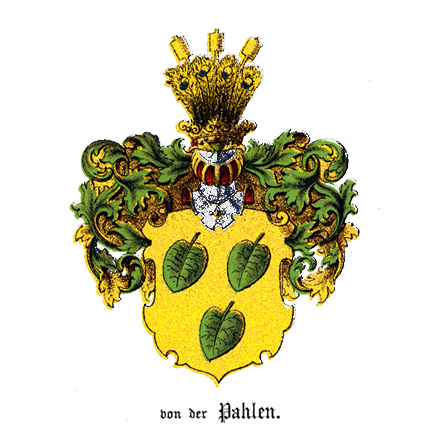

Issu d'une famille noble russe d'origine germano-balte, Constantin Ivanovitch von der Pahlen fut diplômé de la faculté de Droit de Saint-Pétersbourg.
En 1855, Constantin Ivanovitch Pahlen fut admis au Conseil d'État. Lors de la guerre de Crimée (1853-1856), il fut membre de la commission envoyée par l'impératrice Marie Alexandrovna à Sébastopol afin de soulager les souffrances des blessés. Pendant trois mois, il partagea la vie des soldats lors du siège de Sébastopol (17 octobre 1854 au 11 septembre 1855). De la commission composée de huit membres, seuls trois revinrent en Russie. Le comte fit partie de ces trois survivants. Mais lors du siège, il contracta la fièvre typhoïde et resta longtemps alité.
De retour sur la scène politique, Constantin Pahlen fut nommé adjoint du directeur du département de la police administrative. À cette époque, il devint le point de ralliement de l'aristocratie conservatrice. En 1864, le comte fut nommé gouverneur de Pskov, puis secrétaire d'État en 1867 et adjoint de Dimitri Zamiatnine. Alexandre II lui confia le portefeuille de ministre de la justice le 15 octobre 1867 ; il demeura à ce poste jusqu'au 30 mai 1878. Lors des manifestations étudiantes et des grèves de 1876, il préconisa la fermeté pour mater les esprits révolutionnaires.
Pahlen fut admis de nouveau au Conseil d'État en 1878. En 1879, le comte fut membre d'une commission spéciale chargée de l'introduction des affaires judiciaires et de sa réglementation dans les provinces baltes. La même année, il participa aux travaux de réformes concernant le milieu carcéral. En 1883, Alexandre III le nomma président de la commission chargée d'examiner le statut des Juifs dans la législation impériale. En 1884, le comte fut admis à la commission spéciale chargée de la rédaction de l'administration locale.
Constantin Ivanovitch Pahlen est le petit-fils du comte Piotr Alexeïevitch Pahlen, l'un des acteurs de l'assassinat de l'empereur Paul Ier.
Lors du sacre d'Alexandre III, il fut le grand maître de cérémonie